# Conger esculentus
Conger esculentus är en fiskart som beskrevs av Felipe Poey, 1861. Conger esculentus ingår i släktet Conger och familjen havsålar. Inga underarter finns listade i Catalogue of Life.